# 沼毅
沼 毅（ぬま たけし、1958年6月14日 - ）は日本の技術者、実業家。元トヨタ紡織代表取締役社長。

## 人物・経歴
北海道出身。1981年北見工業大学工学部機械工学科卒業、トヨタ自動車工業（現トヨタ自動車）入社。2006年トヨタ モーター ヨーロッパ出向。2008年元町工場総組立部主査。同年元町工場総組立部部長。2011年常務理事、田原工場長。2012年常務役員、トヨタ モーター ヨーロッパ執行副社長、トヨタ カエターノ ポルトガル取締役。2016年からトヨタ紡織代表取締役副社長として品質改善などにあたった。2018年トヨタ紡織代表取締役社長に昇格し、2025年度までに営業利益を約5割増加させるなどとする中期経営計画を発表した。日本自動車部品工業会理事も務めた。2022年トヨタ紡織代表取締役社長退任。